# Jennifer Quesada
Jennifer Quesada (Loíza, 22 febbraio 1992) è una pallavolista portoricana, centrale delle Valencianas de Juncos.

## Carriera

### Club
La carriera di Jennifer Quesada inizia nella stagione 2010, quando viene ingaggiata a campionato in corso dalle Mets de Guaynabo nella Liga de Voleibol Superior Femenino. Nei tre campionati successivi veste la maglia delle Vaqueras de Bayamón. Dopo la chiusura del suo club, viene ingaggiata nel campionato 2014 dalle Criollas de Caguas, con le quali si aggiudica lo scudetto.
Nel campionato 2015 cambia ancora una volta maglia, ingaggiata dalle Changas de Naranjito, dove milita anche all'inizio del campionato seguente, prima di essere protagonista di uno scambio di giocatrici, dopo il quale approda alle Orientales de Humacao, con cui gioca anche nell'annata 2017.
Nella Liga de Voleibol Superior Femenino 2019 passa alle Indias de Mayagüez: al termine dell'annata prende una pausa dalla pallavolo per maternità, rientrando in campo nel campionato 2021, quando approda alle Grises de Humacao: dopo il trasferimento della sua franchigia a Manatí, nella Liga de Voleibol Superior Femenino 2022 gioca per le Atenienses de Manatí, che lascia però nel corso dell'annata, finendola tra le file delle Valencianas de Juncos.

### Nazionale
Debutta nella nazionale portoricana in occasione del World Grand Prix 2012; in seguito vince la medaglia di bronzo alla Coppa panamericana 2017, alla Volleyball Challenger Cup 2018 e ai XXIII Giochi centramericani e caraibici.

## Palmarès

### Club
- Campionato portoricano: 1

2014

### Nazionale (competizioni minori)
- Coppa panamericana 2017
- Volleyball Challenger Cup 2018
- Giochi centramericani e caraibici 2018